# جامعة هيتوتسوباشي
جامعة هيتوتسوباشي (بالإنجليزية: Hitotsubashi University)‏ هي جامعة في اليابان تأسست عام 1920. تقع في مدينة كونيتاچي، طوكيو، اليابان.

## خريجون بارزون
- هيروشي ميكيتاني الملياردير الياباني رئيسة شركة راكوتين

## وصلات خارجية
- الموقع الإلكتروني